# Jasminum humile
Espèce
Classification phylogénétique
Jasminum humile est une espèce de plantes à fleurs de la famille des Oleaceae. L'espèce est décrite par Carl von Linné en 1753. Jasminum humile est un jasmin arbustif originaire du sud-est de la Chine et de Birmanie, à floraison jaune-vif au printemps. C'est une plante vigoureuse de choix pour constituer rapidement un haie libre fleurie, d'autant plus qu'elle possède une assez bonne rusticité (résistance au froid). On notera l'existence de plusieurs variétés, telles que la variété revolutum, aux fleurs plus grandes que celles de l'espèce type.